# Dall'altra parte del mare
Dall'altra parte del mare è un film del 2009 diretto da Jean Sarto.

## Trama
Un regista teatrale d'Avanguardia Storica (Abele) avendo ricevuto l'incarico dal Comune di Trieste di mettere in scene per il giorno della memoria, la Shoah, prende in affitto una sala prove nella periferia di Roma, città dove si trova per svolgervi un corso di teatro. Discute con gli attori di come impostare il lavoro e poi si ricorda che tra le sue antiche amicizie c'è una attrice-autrice (Clara) che vive in esilio volontario a Parigi, la quale aveva già girato un documentario molti anni prima su una deportata di Auschwitz (Tosca). Nella sala prove si proietta questo video come fonte ispiratrice del lavoro, citando anche un altro deportato Yehiel De-Nur (Ka-Tzetnik 135633) che aveva firmato il racconto autobiografico Shiviti. Tra i due esempi di rappresentazione si inserisce un contrasto insanabile tra Abele e Clara sul modo stesso di portare aventi la rappresentazione.

## Riconoscimenti
Santa Marinella Film Festival
- Miglior film

Saturno Film Festival
- Miglior attrice a Gordana Miletic